# Hemelrijk (Denderleeuw)
Hemelrijk is een wijk van de Belgische gemeente Denderleeuw.

## Geschiedenis
Denderleeuw en het gehucht Leeuwbrug ontwikkelden zich in een hoefijzervorm langs de Dender, die ter hoogte van Denderleeuw van richting verandert. Het gebied van Hemelrijk bleef lang een landelijk gebied op het plateau ten westen van de Dender.
Zo is op de Ferrariskaart uit de jaren 1770 het gebied nog onbebouwd. Ook in de Atlas der Buurtwegen is het een landelijk gebied langs de steenweg van Aalst naar Ninove, de huidige N405. Hier staat wel het toponiem Hemelryk vermeld.
In de 20ste eeuw breidde het centrum van Denderleeuw zich uit en vooral in de tweede helft van de eeuw kwamen er nieuwe verkavelingen tussen Denderleeuw en Welle, waardoor de centra met elkaar vergroeid raakten. Hemelrijk kreeg een eigen parochie en er werd een kerk opgetrokken, gewijd aan Sint-Jozef. In de parochiekerk werd de laatste kerkdienst opgedragen op 20 november 2010.

## Bezienswaardigheden
- de Sint-Jozefskerk

## Verkeer en vervoer
In nood-zuidrichting loopt hier de N405, de oude steenweg tussen Aalst en Ninove.
Deelgemeenten: Denderleeuw · Iddergem · Welle 

Wijken en gehuchten: Hemelrijk · Huissegem · Leeuwbrug

Belgische gemeenten · Arrondissement Aalst · Oost-Vlaanderen · Vlaanderen